# Distritos do Quénia

Distritos do Quénia

As províncias do Quénia são subdivididas em 71 distritos (wilaya). Os distritos e a  capital de cada uma delas foram dadas a seguir, no início de 2005. Existem também planos para criar em torno de 30 novos distritos, mas até o início de 2007 não foram ainda implementados, embora preliminares e nomes de capitais distritais já foram reveladas.

Nota: Esta informação está desatualizada. 37 novos distritos foram recentemente proposto pelo Presidente Kibaki.